# Seenotrettungsstation Kühlungsborn
Die Seenotrettungsstation Kühlungsborn der Deutschen Gesellschaft zur Rettung Schiffbrüchiger (DGzRS)
liegt an der Ostsee in Mecklenburg-Vorpommern östlich vom Kap Bukspitze mit dem Leuchtturm Buk. Die freiwilligen Helfer der Gesellschaft sichern von Kühlungsborn aus das Revier zwischen Küste und den Großschifffahrtswegen der Ostsee. In Ost-West-Richtung zieht sich das Gebiet von Warnemünde bis zur Halbinsel Wustrow im Westen. Hauptsächlich werden hier Hilfseinsätze für Sportboote der Freizeitschifffahrt erforderlich, wenn beispielsweise erkrankte oder verletzte Personen abgeborgen werden müssen. Daneben können Einsätze für die Fischer- und Angelboote notwendig werden. Im Regelfall erfolgt die Alarmierung durch die Zentrale der DGzRS in Bremen, wo die Seenotleitung Bremen (MRCC Bremen) ständig alle Alarmierungswege für die Seenotrettung überwacht.

## Aktuelles Boot der Station
Seit 2007 ist die KONRAD-OTTO in Kühlungsborn stationiert und liegt am Steg der Ostmole im Bootshafen. Das Seenotrettungsboot (SRB) der aktuellen Bauform ist 10,1 Meter lang und besitzt einen 380-PS-Dieselmotor. Damit kann es eine maximale Geschwindigkeit von 18 Knoten erreichen und ist in Verbindung mit dem Schleppsystem von 1,5 Tonnen Nenntragfähigkeit auch zum Ab- bzw. Freischleppen von größeren Schiffen geeignet. Die Boote dieser Klasse sind durch ihre Netzspantenbauweise äußerst stabil und als Selbstaufrichter konstruiert. Der geringe Tiefgang von 0,96 Meter ist ideal geeignet für Flachwassereinsätze vor der Küste.
Bei umfangreicheren Rettungs- oder Suchaktionen erfolgt eine gegenseitige Unterstützung durch die benachbarten Stationen:
- Kreuzer der Seenotrettungsstation Warnemünde
- Boot der Seenotrettungsstation Timmendorf

## Geschichte

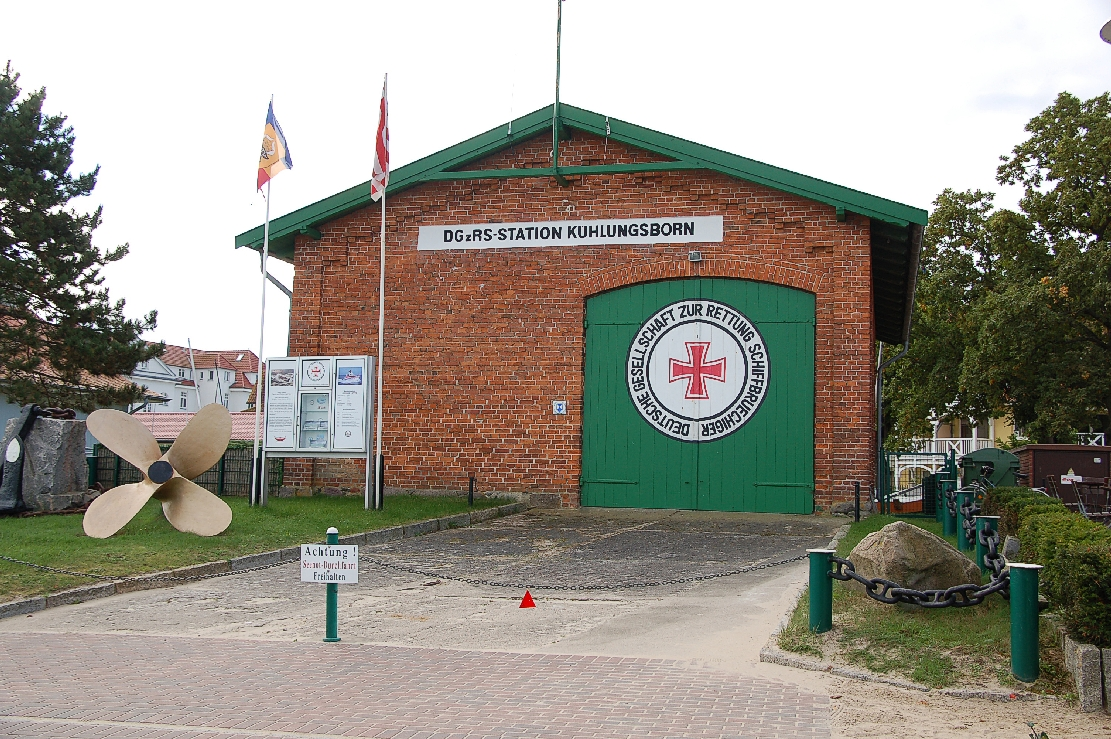
Der alte Rettungsschuppen in Kühlungsborn-Arendsee

1993 hatte die DGzRS die ehemalige Station Kühlungsborn-Arendsee mit dem alten Rettungsschuppen an der Ostseeallee wieder als Stützpunkt in Betrieb genommen. Wegen des fehlenden Hafens musste die Gesellschaft für den Einsatz im Seebereich vor dem flach abfallenden Strand eine besondere Form von Rettungsbooten konstruieren. Da ähnliche Verhältnisse auch in Wustrow, Zingst und Zinnowitz vorlagen beauftragte man bei der Fassmer-Werft in Berne eine Serie von vier Boddenbooten. Die neue 7-Meter-Klasse von 1993 zeichnet sich durch einen geringen Tiefgang von nur 50 Zentimetern und dem erstmals bei der DGzRS verbauten Jetantrieb aus. Das neue Boddenboot BUTT lagerte auf einem Trailer und musste mit einem speziellen Zugfahrzeug zum Strand und ins Wasser gebracht werden.
Durch die Eröffnung des neu angelegten Hafens in Kühlungsborn Ost konnte die DGzRS ein größeres Serienboot der 9,5-Meter-Klasse mit Namen WOLTERA stationieren. Dafür wurde 2002 die BUTT zur Verstärkung der Seenotrettungsstation Zinnowitz nach Usedom abgegeben. Dort war mit der HECHT schon ein Boot des gleichen Typs vorhanden und lagerte auf einem Trailer im Bootsschuppen des Ortes. Die BUTT konnte im Hafen von Zinnowitz am Achterwasser schwimmend einsatzbereit gehalten werden. Von April 2002 bis Januar 2006 lag die WOLTERA im Yachthafen Kühlungsborn und wurde nach Ankunft der KONRAD-OTTO an die Nordsee zur Seenotrettungsstation Juist verlegt.
Das Seenotrettungsboot BUTT kehrte zurück von seinem letzten Einsatzort auf der Seenotrettungsstation Maasholm, wo es als WUPPERTAL bis 2018 Dienst getan hatte. Heute hat es als Ausstellungsstück seinen letzten Liegeplatz vor dem historischen Rettungsschuppen in Arendsee erhalten.

## Historie der motorisierten Rettungseinheiten
| Stationierung von Seenotrettungsbooten |             |          |                   |                            |         |                |                              |
| Zeitraum                               | Schiffsname | Reg.-Nr. | Länge oder Klasse | Anz. Motoren ges. Leistung | Geschw. | vorige Station | Verlegung nach oder Verbleib |
| 1993 → 2002                            | BUTT        | SRB-T 4  | 7-m-Klasse        | 1 → 295 PS                 | 24,0 kn | Neubau         | → Zinnowitz                  |
| 2002 → 2006                            | WOLTERA     | SRB 57   | 9,5-m-Klasse      | 1 → 320 PS                 | 18,0 kn | Neubau         | → Juist                      |
| seit 2006                              | KONRAD-OTTO | SRB 64   | 10,1-m-Klasse     | 1 → 320 PS                 | 18,0 kn | Neubau         | auf Station                  |

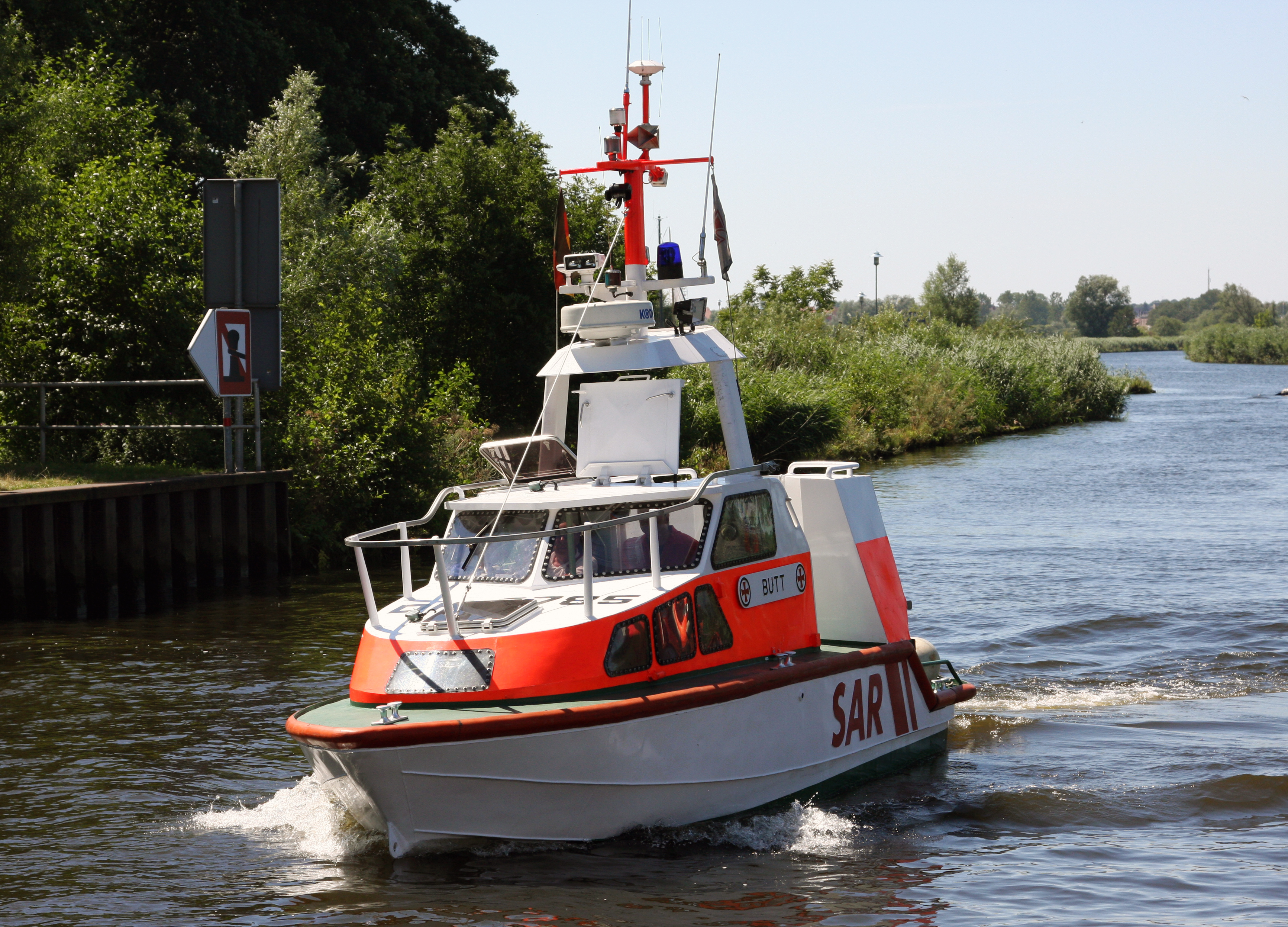
Boddenboot BUTT
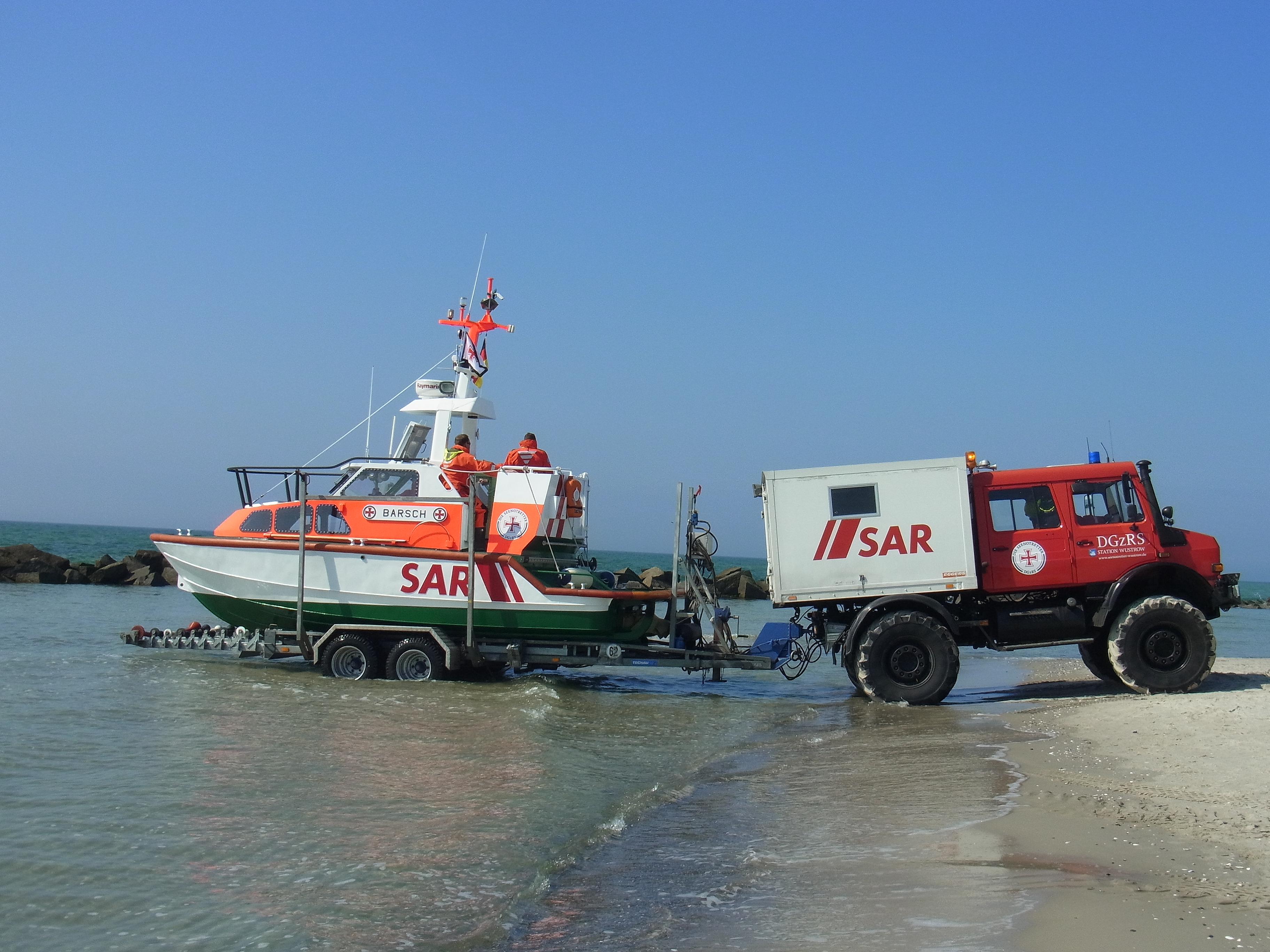
SRB auf Trailer mit Zugfahrzeug Unimog
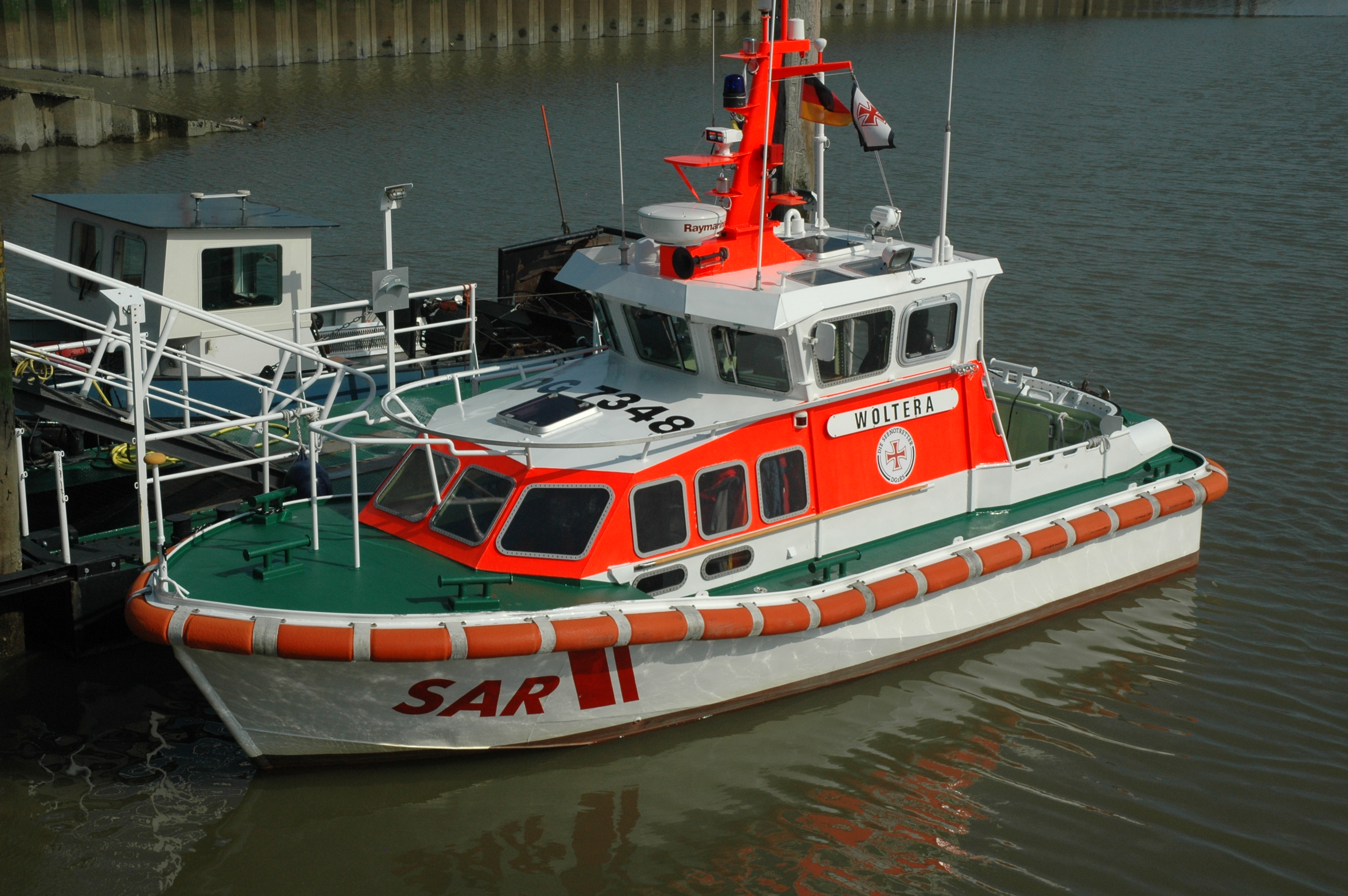
SRB WOLTERA – in Juist